# Ernst Romanov
Ernst Ivanovitj Romanov (russisk: Эрнст Иванович Романов, tr. Ernest Ivánovitj Románov; født 9. april 1936 i Serov, Sverdlovsk oblast, Sovjetunionen, død 25. februar 2024 i Sankt Petersborg, Rusland) var en russisk skuespiller, der blandt andet var kendt for sin rolle som Bradshaw i den russiske tv-serie om Sherlock Holmes

## Filmografi
- 1972: Monolog
- 1978: Sobaka na sene
- 1984: Zavesjtjanije professora Douelja
- 1994: Leto Ljubvi
- 2000: Romanovy. Ventsenosnaja semja
- 2013: Sherlock Holmes
- 2017: O ljubvi